# Smilax maritima
Smilax maritima är en enhjärtbladig växtart som beskrevs av Feay och Alphonso Wood. Smilax maritima ingår i släktet Smilax och familjen Smilacaceae. Inga underarter finns listade.